# Meijiang
För andra betydelser, se Meijiang (olika betydelser).
Meijiang är ett stadsdistrikt och säte för stadsfullmäktige i Meizhous stad på prefekturnivå i provinsen Guangdong i sydöstra Kina. Det ligger omkring 320 kilometer nordost om provinshuvudstaden Guangzhou.
Meijiang är indelat i tre stadsdelsdistrikt och fyra köpingar.
Stadsdelsdistrikt (jiedao):

- Jiangnan (江南街道)
- Jinshan (金山街道)
- Xijiao (西郊街道)

Köpingar (zhen):

- Changsha (长沙镇)
- Chengbei (城北镇)
- Sanjiao (三角镇)
- Xiyang (西阳镇)